# Allée couverte von Ty-Lia

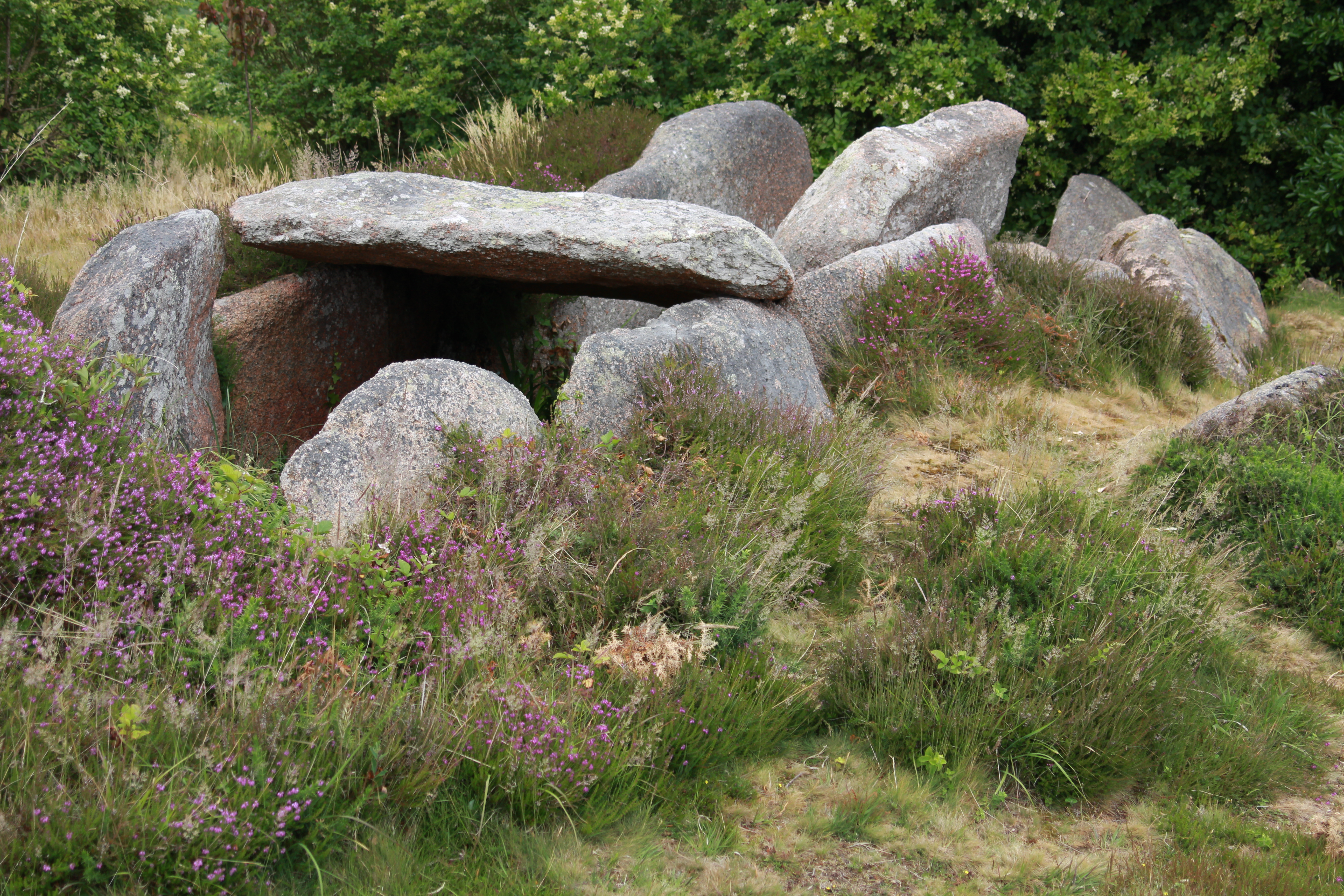
Allée couverte von Ty-Lia

Die Allée couverte von Ty-Lia (auch Dolmen de l'île Renote oder Ty-al-Lia genannt) ist ein Dolmen in V-Form (französisch Sepulture en V) auf der Halbinsel Île Renote nördlich von Trégastel im Département Côtes-d’Armor in der Bretagne in Frankreich. Die Île Renote war ursprünglich eine Gezeiteninsel, aber seit 1885 verbindet eine Straße die Insel mit dem Festland.
Der Dolmen aus rosa Granit hat auf dem Gelände eines großen Hauses auf nicht auf öffentlichem Grund eine Gartenfunktion. Die Reste der Galerie sind etwa 8,0 m lang und nur ein Deckstein liegt noch in situ, ein anderer ist verstürzt.